# Automolis subpumila
Automolis subpumila là một loài bướm đêm thuộc phân họ Arctiinae, họ Erebidae.